# Sara Bochkovsky
Sara Bochkovsky (Buenos Aires, Argentina; 4 de febrero de 1933 - Ibidem; 10 de octubre de 1971) fue una primera bailarina clásica argentina.

## Carrera
En 1943 ingresó en la Escuela de Baile (luego Instituto Superior de Arte) del Teatro Colón, donde se formó bajo la dirección de Gema Castillo. En 1950 obtuvo la designación de bailarina del cuerpo de ballet estable del Colón. Como integrante de ese elenco se destacan sus actuaciones en: La dama y el unicornio, de Jacques Chailley; la princesa italiana de El lago de los cisnes, de Piotr Ilich Chaikovski en el pas de quatre de la misma obra; El niño brujo, de Carlos Salzedo; Usher, de Roberto García Morillo y en El sombrero de tres picos, de Manuel de Falla.
En 1968 viajó a Europa como parte de la delegación argentina que representó al Colón en París. En Argentina realizó ciclos de recitales privados con diversos bailarines y se destacó en Don Quijote, de Ludwig Minkus.
Actuó en la temporada del Teatro Coliseo (realizada con la participación de Rudolf Nureyev y el cuerpo de baile del Teatro Colón). Bailó en las salas más importantes del interior del país y se presentó en varios países sudamericanos.

## Teatro
- La dama y el unicornio
- El lago de los cisnes
- El niño brujo
- Usher
- El sombrero de tres picos
- Don Quijote

## Tragedia
Cuando por razones artísticas se trasladaba en avión rumbo a Trelew junto al cuerpo estable de baile del Teatro Colón, la aeronave se precipitó a las aguas del Río de la Plata, ocasionándole la muerte a ella y a todos sus compañeros. El hecho acaeció el 10 de octubre de 1971, razón por la cual, en Argentina, se instituyó esa fecha para conmemorar el Día Nacional de la Danza. Bochkovsky tenía por entonces 38 años.
Fallecieron junto a ella los siguientes integrantes del cuerpo de ballet del Teatro Colón: Norma Fontenla (primera bailarina), José Neglia (primer bailarín), Antonio Zambrana, Carlos Schiaffino, Carlos Santamarina, Martha Raspanti, Rubén Estanga y Margarita Fernández. También murió el piloto Orlando Golotylec. El Ballet Estable del Teatro Colón cumplía una gira por el interior del país auspiciada por la empresa Pepsi Cola Argentina bajo el nombre de “Plan de Difusión Cultural”.
Durante el velatorio en el Salón Dorado del Teatro Colón, 3.500 personas asistieron para despedir a los artistas. El retiro de los restos de los bailarines rumbo al Cementerio de la Chacarita fue acompañado por Tercera Sinfonía de Beethoven conocida como la Marcha Fúnebre. Bochkovsky, en cambio, fue sepultada en el cementerio de La Tablada